# Tezenski pokol
Tezenski pokol ali pokol na Teznem je bil množični pokol ujetnikov in civilistov Neodvisne države Hrvaške (NDH), ki se je po koncu druge svetovne vojne v Jugoslaviji zgodil na Teznem pri Mariboru. 
Poboje so izvedle enote jugoslovanskih partizanov maja 1945 po pliberški repatriaciji. Skupne usmrtitve so se začele 19. maja, ko so prvi zaporniki prišli v tezenski gozd iz bližnjih taborišč, in se končale do 26. maja. Večina trupel je pokopanih v več kilometrov dolgem protitankovskem jarku, ki so ga jugoslovanske oblasti prikrivale.
Ocenjujejo, da je bilo v pokolu ubitih okoli 15.000 civilistov in vojakov. Ujetnikom so roke zavezali z žicami, nato so jih s tovornjaki pripeljali iz koncentracijskih taborišč v Mariboru. Vse ujetnike so komunisti pobili s strelnim orožjem iz neposredne bližine, po usmrtitvi pa so pripadniki jugoslovanske vojske žrtve posipali z apnom, ko je apna zmanjkalo, pa s katranom. Pokol je neposredno organizirala OZNA Tretje jugoslovanske armade, izvršitelji pa so bili pripadniki 15. majeviške brigade.  
Tezno je eno od približno 600 množičnih grobišč, doslej odkritih v Sloveniji. Po besedah člana komisije slovenske vlade za reševanje problema skritih grobov, Mitje Ferenca, je bilo na celotnem ozemlju Slovenije pobitih okoli 14.000 Slovencev in 100.000 Hrvatov. 
Grobove so odkrili leta 1999 med gradnjo avtoceste. Dodatne raziskave grobišč je leta 2007 opravila Komisija za skrite množične grobnice v Sloveniji. Na 70 metrih nekdanjega protitankovskega jarka je bilo takrat najdenih 1.179 posmrtnih ostankov. Leta 2012 je slovenska vlada zgradila in odprla spominski park na Teznem, kjer poteka vsakoletna komemoracija. Leta 2015 se je žrtvam na Teznem poklonila tudi takratna predsednica Hrvaške Kolinda Grabar-Kitarović. 
Spominsko območje se nahaja v bližini pokopališča Dobrava pri Mariboru.

## Galerija
- Spominski park žrtev pokola
- Spominski vrt
- Spominska pot, posvečena žrtvam pokola